# Темискуата сир ле Лак (Квебек)
Темискуата сир ле Лак (фр. Témiscouata-sur-le-Lac) је град у Канади у покрајини Квебек. Према резултатима пописа 2011. у граду је живело 5.096 становника.

## Становништво
Према резултатима пописа становништва из 2011. у граду је живело 5.096 становника, што је за 3,1% мање у односу на попис из 2006. када је регистровано 5.259 житеља. 
| 2006. | 2011. |
| ----- | ----- |
| 5.259 | 5.096 |